# Reprezentacja Stanów Zjednoczonych U-17 w piłce nożnej mężczyzn
Reprezentacja Stanów Zjednoczonych U-17 w piłce nożnej – młodzieżowa reprezentacja Stanów Zjednoczonych sterowana przez Amerykański Związek Piłki Nożnej. Jej największym sukcesem jest czwarte miejsce na świecie w 1999 roku.

## Występy w MŚ U-17
- 1985: Runda grupowa
- 1987: Runda grupowa
- 1989: Runda grupowa
- 1991: Ćwierćfinał
- 1993: Ćwierćfinał
- 1995: Runda grupowa
- 1999: Czwarte miejsce
- 2001: Runda grupowa
- 2003: Ćwierćfinał
- 2005: Ćwierćfinał
- 2007: 1/16 finału
- 2009: 1/16 finału
- 2011: